# Matías Navarrete
Matías Cristóbal Navarrete Fuentes (Santiago del Cile, 20 gennaio 1992) è un calciatore cileno, difensore dell'Unión La Calera.

## Palmarès

### Club

#### Competizioni nazionali
- Campionato cileno: 1

Unión Española: 2013 Transición
- Supercopa de Chile: 1

Unión Española: 2013